# Yagol
Yagol (en macédonien Јагол ; en albanais Jagolli) est un village de l'ouest de la Macédoine du Nord, situé dans la municipalité de Kitchevo. Le village comptait 406 habitants en 2002. Il est majoritairement albanais.

## Démographie
Lors du recensement de 2002, le village comptait :
- Albanais : 399
- Macédoine : 4
- Autres : 3